# Anders Sandøe Ørsted
Anders Sandøe Ørsted (Rudkøbing, 21 de dezembro de 1778 – Copenhague, 1 de maio de 1860), foi um político e jurista dinamarquês. Ocupou o cargo de primeiro-ministro da Dinamarca. Ele era irmão do famoso químico e físico Hans Christian Ørsted (1777-1851), e tio do botânico Anders Sandøe Ørsted (1816-1872).

## Biografia
Ele estudou filosofia e direito na Universidade de Copenhagen e foi admitido na ordem dos advogados em 1799. Ele se tornou um jurista notável. Um dos primeiros casos supervisionados por ele foi o de Hans Jonatan, um escravo fugitivo, que foi (pelo menos visto retrospectivamente) um importante caso de teste na lei dinamarquesa sobre escravidão; Anders condenou Hans a ser devolvido às Índias Ocidentais, onde havia sido comprado (Hof-og Stadsret: Generalmajorinde Henriette de Schimmelmann contra mulatten Hans Jonathan 1802).
Relativamente cedo, esteve vinculado à administração nacional e, de 1825 a 1848, foi “ generalprokurør ” (conselheiro jurídico do governo). Ele redigiu a constituição que foi concedida em 1831. Ele foi ministro do gabinete de 1842 a 1848, e de outubro de 1853 a dezembro de 1854 foi primeiro-ministro. Ele foi forçado a renunciar ao cargo de primeiro-ministro por seu conservadorismo impopular, um distinto afastamento de sua política anterior. Em 1855, ele foi acusado de violar a constituição, mas foi absolvido e retirado para a vida privada.

## Análise
Ele é considerado um dos juristas mais importantes da história jurídica dinamarquesa do século XIX. Ele foi um pioneiro em conectar jurisprudência e prática e, tanto como juiz quanto como autor, trabalhou com sucesso para tornar a prática o fundamento da legislação.
Sua carreira política foi de paradoxos. Como conselheiro real da monarquia absolutista, ele era bastante liberal e tolerante e, portanto, muitas vezes impopular com os elementos mais conservadores. À medida que a oposição ficava mais forte, no entanto, ele se tornou mais conservador e, como primeiro-ministro, foi considerado um reacionário de sangue puro. Sua tentativa de criar uma constituição muito conservadora levou à cooperação entre o rei e os liberais que o forçou a renunciar.

## Obras literárias
Ao longo de sua carreira, Ørsted foi um escritor prolífico. Entre outras coisas, ele escreveu sobre a filosofia kantiana e hegeliana, sobre as leis dinamarquesas e norueguesas, sobre a política escandinava (1857) e deixou uma autobiografia (1856). Ele também foi o editor de vários periódicos, mais notáveis Juridisk Arkiv (1804-1812), Nyt Juridisk Arkiv (1812-1830) e Juridisk Tidsskrift (1820-1840), bem como a publicação periódica oficial do governo Collegial-Tidende (1815- 34 coeditado com Peter Johan Monrad e exclusivamente por Ørsted 1834–1848).

## Família
Ele era irmão do famoso físico Hans Christian Ørsted (1777-1851) e tio do botânico Anders Sandøe Ørsted (1816-1872). Ele era casado com Sophie Ørsted nascida Oehlenschläger (1782-1818) e era cunhado de Adam Oehlenschläger.